# Szaga van!
Szaga van! (węg. Śmierdzi!) – dziesiąty studyjny album węgierskiego zespołu rockowego Edda Művek, wydany w 1989 roku przez Hungaroton-Favorit na LP i MC. Na Węgrzech album osiągnął status złotej płyty. W 2001 roku Hungaroton zremasterował album i wydał go na CD.

## Lista utworów
1. "Mi vagyunk a rock (3:20)
2. "Tűzközelben (4:06)
3. "Főnök voltál (3:12)
4. "Régi barátság (4:32)
5. "Csendes ember (4:32)
6. "A törvény (3:42)
7. "Szaga van! (3:48)
8. "Szeretem a gyerekeket (3:43)
9. "Térdre a nép előtt! (3:14)
10. "Amikor még... (4:58)

## Skład zespołu
- Attila Pataky – wokal
- István Alapi – gitara
- Gábor Pethő – gitara basowa
- Zsolt Gömöry – instrumenty klawiszowe
- Tibor Donászy – perkusja